# حارب السعدی
حارب السعدی (عربی: حارب جميل زيد السعدي؛ زادهٔ ۱ فوریهٔ ۱۹۹۰) بازیکن فوتبال اهل عمان است.
از باشگاه‌هایی که در آن بازی کرده‌است می‌توان به باشگاه فوتبال ظفار، باشگاه السویق، باشگاه فوتبال صحم، و باشگاه فوتبال الجزیره اشاره کرد.
وی همچنین در تیم ملی فوتبال عمان بازی کرده‌است.